# Q Sharp
Q Sharp o Q# es un lenguaje de programación y un simulador de computación cuántica creado por Microsoft. Este lenguaje se creó para expresar algoritmos cuánticos y para que los programadores desarrollen sus propios programas cuánticos. Fue lanzado el 11 de diciembre del 2017 como parte del Quantum Development Kit.
La computación cuántica es para Microsoft una de las principales tecnologías que cambiará la industria tal como la conocemos actualmente.